# Liogenys parallela
Liogenys parallela är en skalbaggsart som beskrevs av Frey 1965. Liogenys parallela ingår i släktet Liogenys och familjen Melolonthidae. Inga underarter finns listade i Catalogue of Life.